# Giovanni Francesco Re
Giovanni Francesco Re (Condove, 1773 - Parma, 1833) fue un naturalista, botánico, micólogo italiano.

## Honores

### Epónimos
- "Jardín botánico Rea"

- (Asteraceae) Rea Bert. ex Decne.[1]

- La abreviatura «Re» se emplea para indicar a Giovanni Francesco Re como autoridad en la descripción y clasificación científica de los vegetales.[2]